# Bistum Saint-Jean-Longueuil
Das Bistum Saint-Jean-Longueuil (lateinisch Dioecesis Sancti Ioannis-Longoliensis, französisch Diocèse de Saint-Jean-Longueuil) ist eine in Kanada gelegene römisch-katholische Diözese mit Sitz in Saint-Jean-sur-Richelieu im Osten Kanadas.

## Geschichte
Das Bistum Saint-Jean-Longueuil wurde am 9. Juni 1933 durch Papst Pius XI. mit der Apostolischen Konstitution Ecclesiae Universalis aus Gebietsabtretungen des Erzbistums Montréal als Bistum Saint-Jean-de-Québec errichtet. Es wurde dem Erzbistum Montréal als Suffraganbistum unterstellt. Am 27. Februar 1982 wurde das Bistum Saint-Jean-de-Québec in Bistum Saint-Jean-Longueuil umbenannt.

## Ordinarien

### Bischöfe von Saint-Jean-de-Québec
- 1934–1955 Paul-Ernest-Anastase Forget
- 1955–1978 Gérard-Marie Coderre
- 1978–1982 Bernard Hubert

### Bischöfe von Saint-Jean-Longueuil
- 1982–1996 Bernard Hubert
- 1996–2010 Jacques Berthelet CSV
- 2010–2019 Lionel Gendron PSS
- seit 2019 Claude Hamelin